# Андреас Перейра
Андреас Перейра (порт. Andreas Pereira, нар. 1 січня 1996, Дуффель) — бразильський та бельгійський футболіст, атакувальний півзахисник клубу «Фулгем» та збірної Бразилії.

## Клубна кар'єра
Народився 1 січня 1996 року в бельгійському місті Дуффель в родині бразильського футболіста Маркоса Перейра, який тоді саме грав у цій країні за «Мехелен». Андреас почав займатись футболом у команді «Ломмел Юнайтед», де тоді грав його батько, але у віці 9 років його помітили скаути нідерландського ПСВ, забравши гравця у свою академію.
У 2011 році Перейра став мішенню для кількох великих англійських клубів, включаючи «Арсенал», «Челсі» і «Ліверпуль», але Алекс Фергюсон особисто у листопаді 2011 року переконав футболіста перейти до його «Манчестер Юнайтед», де той спочатку також грав за молодіжні команди.
Дебютував в основному складі клубу 26 серпня 2014 року в матчі Кубка Футбольної ліги проти «Мілтон Кінс Донс». 15 березня 2015 року дебютував у Прем'єр-лізі у грі проти «Тоттенгем Готспур» (3:0), замінивши на 70 хвилині Хуана Мату. 23 вересня 2015 року забив свій перший гол за «Юнайтед» у матчі Кубка Футбольної ліги проти «Іпсвіч Таун».
Втім так і не закріпившись в основі «червоних дияволів», 26 серпня 2016 року був відправлений в оренду в іспанську «Гранаду», де провів сезон 2016/17. Зіграв за клуб 35 матчів у чемпіонаті і забив 5 голів. Після цього у вересні 2017 року відправився в оренду в іспанську ж «Валенсію», де провів весь сезон 2017/18. За «кажанів» зіграв 29 матчів і забив 1 м'яч.
Повернувшись влітку 2018 року до «Манчестер Юнайтед», став частіше залучатись до матчів команди. 2 березня 2019 року Перейра забив свій перший гол у Прем'єр-лізі в домашньому матчі проти «Саутгемптона», зробивши також асист на Ромелу Лукаку в тому ж матчі. А вже 7 березня 2019 року Перейра був включений у стартовий склад під час історичної перемоги в гостьовому матчі-відповіді 1/8 фіналу Ліги чемпіонів проти французького «Парі Сен-Жермен», де англійська команда змогла пройти до наступного раунду, подолавши дефіцит у два голи, які вони пропустили вдома.
2 жовтня 2020 року на умовах річної оренди з правом подальшого викупу за 27 мільйонів євро перейшов до італійського «Лаціо».

## Виступи за збірні
Народившись в Бельгії в родині бразильця, Перейра мав право представляти на міжнародному рівні Бельгію або Бразилію. Спочатку він грав у складі юнацької збірної Бельгії, взявши участь у 27 іграх на юнацькому рівні і відзначившись 13 забитими голами, але пізніше вирішив змінити свій вибір і з 2014 року став виступати за молодіжну збірну Бразилії.
У складі команди до 20 років зіграв на молодіжному чемпіонаті світу 2015 року, де забив два голи, в тому числі і у програному фіналі з Сербією (1:2) після додаткового часу, здобувши таким чином срібні медалі турніру.
12 вересня 2018 року Перейра дебютував у складі національної збірної Бразилії, вийшовши на заміну на 70-й хвилині в товариському матчі проти збірної Сальвадору замість Артура Мело. Таким чином Андреас Перейра став першим гравцем за понад 100 років, що зіграв за збірну Бразилії, народившись за межами цієї країни.
| Дата      | Місто    | Господарі | Результат | Гості     | Турнір           | Голи | Примітки |
| --------- | -------- | --------- | --------- | --------- | ---------------- | ---- | -------- |
| 12-9-2018 | Лендовер | Бразилія  | 5 – 0     | Сальвадор | товариський матч | -    | 70'      |
| Усього    |          | Матчів    | 1         |           | Голів            | 0    |          |